# Game Boy Advance SP
Game Boy Advance SP是任天堂公司于2003年2月在日本发布的Game Boy Advance的升级版掌上游戏机，售价为12500日元。之后于2003年3月22日在美国发售，售价149.95美元；于2003年3月28日在欧洲及澳大利亚发售，售价分别为129.99欧元和199.99澳元。
2004年10月27日任天堂与神游科技在中国大陆发售小神游SP，售价人民币688元。

## 技术参数

### 外形和配置
- 尺寸（闭合时）：82mm×84.6mm×24.3mm；

- 重量：约143克（含充电锂电池）；

- 屏幕：2.9英寸反射式TFT彩色液晶显示器（40.8mm×61.2mm）；

- 分辨率：240×160像素；

- 色彩：15位RGB（使用5位深度每通道的16位色彩空间），在“字符模式”能显示512个颜色，同时在“位图模式”能显示32768（215）种颜色；

- 光源：集成式前光光源；

- CPU：32位 ARM7-TDMI处理器 和 8位 Zilog Z80 处理器协同工作；

- 内存：32 KB + 96 KB 的VRAM（CPU内部），256 KB 的DRAM（CPU外）；

- 按键：十字方向键，A、B键，L、R键，START键，SELECT键和灯光控制键。

- 软件：Game Boy Advance游戏卡带，也对Game Boy和Game Boy Color的游戏完全兼容；

- 电源：可充电式锂离子电池；

- 电池寿命：亮度为普通时使用约13小时，关闭背光约为18小时，充电时间约3小时；

- 颜色：一般的GBA SP拥有铂金色、海蓝色、玛瑙黑、珠光红，珠光蓝，墨黑色；

### 特点
GBA SP合上之后大小约为GBA的一半，而打开时大小和Game Boy Color近似。这种折叠的设计类似于笔记本电脑，为了防止灰尘和损伤屏幕，同时会让人联想到两个屏幕的Game & Watch。但是外壳的特殊材质，却比其他Game Boy系列的掌机更容易产生划痕。主机的卡带插口移至前端，面对玩家的方向。
GBA SP通过變壓充電器为其锂离子电池充电，以前的Game Boy系列游戏机则无法使用。但是它使用的软件和硬件依旧和Game Boy Advance相同。这个變壓充電器依旧能在初始版的Nintendo DS上使用。
任天堂原本希望能在GBA SP上兼容3D效果，但是由于屏幕分辨率过低而放弃。

### 耳机插口
任天堂在设计GBA SP时省略了Game Boy系列原有的耳机插口，玩家需要另外购买GBA SP专用的耳机，或是购买一根一端是耳机插口，一端是充电插头的适配器，这样就造成在充电时无法使用耳机的弊端。

## 增亮版 SP
2005年9月，就在Game Boy Micro即将发售的时候，任天堂在北美發布了GBA SP的改进版，新版的GBA SP改良了原有的前光光源，改用背光光源。新的主机有以下几个特点：
- 游戏机包装注明了“现在有更加明亮的背光屏幕（Now with a BRIGHTER backlit screen）！”，来区别于采用前光光源的GBA SP。
- 使用背光光源的增亮版GBA SP底部铭牌上的型号变为AGS-101，而原先的前光光源的GBA SP的型号为AGS-001。
- 增亮版GBA SP控制版上端的灯光按钮功能变为调节亮度，旧版的只能打开或者关闭灯光，而新版则是调节亮度无法关闭背光。增亮版在亮度设置为正常（低）时仍然比旧版明亮。

北美发售的增亮版GBA SP只有珠光红，珠光蓝，墨黑色三种颜色，之后发售了“ Toys "R" Us”、海绵宝宝和皮卡丘的限量版的增亮版GBA SP。
2006年1月，神游科技在中国大陆发售增亮版的小神游SP，发售之初有铂金色、海蓝色和玛瑙黑三种颜色可选，后续发售的限量版主机皆为增亮版。中国成为继北美之后第二个发售增亮版GBA SP的地区。
2006年，增亮版的GBA SP罕有的出现在欧洲市场，迄今为止只出现在丹麦，德国，意大利，荷兰，西班牙，瑞典和瑞士，并且仅有海蓝色一种颜色可选。

## 小神游 SP
小神游SP是神游科技在2004年10月27日发售的中国大陆行货版Game Boy Advance SP，主机外观和内部结构与其他地区GBA SP几乎完全一致，只是外壳上的“Nintendo”标志变为神游的“iQue”。小神游SP首发售价为人民币688元，并在首发时发布首日封以示纪念。
2006年1月，神游科技发布增亮版小神游SP，成为继北美之后第二个发售增亮版GBA SP的地区。
神游科技还为小神游SP开发了用于多人在线游戏的网络服务“神游在线”，并曾向媒体提供试用；但最终该服务并没有正式上线，仅有相关信息可见于网络。

## 限量版主机
Pokémon Center 限量版主机
橙色火稚雞版（日本，2003年4月25日发售）
红色喷火龙版（日本，2004年2月27日发售）
绿色妙蛙花版（日本，2004年2月27日发售）
绿色烈空座版（日本，2004年9月16日发售）
黄色皮卡丘版（日本，2005年3月5日发售）

Pokémon Center（纽约）限量版主机
蓝色盖欧卡版（北美，2003年12月11日发售）（捆绑游戏）
红色固拉多版（北美，2003年12月11日发售）（捆绑游戏）

相关游戏限量版主机
珍珠白 《最终幻想战略版Advance》限量版（日本，2003年1月14日发售）
红黑色搭配 《我们的太阳》限量版（日本，2003年7月17日发售）
淡蓝色 《新约·圣剑传说》玛娜限量版（日本，2003年8月29日发售）
金色 《黄金的太阳》限量版（日本，2003年10月9日发售）
红色 《SD高达G世代Advance》夏亚限量版（日本，2003年11月27日发售）
蓝色 《洛克人EXE 4》洛克人限量版（日本，2003年12月12日发售）
黄色 《超级大金刚2》大金刚限量版（日本，2004年7月1日发售）
橙红色 《火影忍者RPG：继承火焰的意志》鸣人限量版（日本，2004年7月22日发售）
橙黄色搭配 《银河战士：零点任务》限量版（北美，2004年8月10日发售）
深银色 《王国之心：记忆之链》限量版（日本，2004年11月11日发售）
黄色 《塞尔达传说：不可思议的帽子》黄金三角限量版（欧洲，2004年11月12日发售）
红白色搭配 《马里奥 VS. 大金刚》马里奥限量版（欧洲，2004年11月16日发售）
浅绿色 《DONKEY KONG COUNTRY》限量版（北美）

其他限量版主机
火焰加州红限定版（美国，纪念GBA SP北美销量过百万）
“ALL BLACK”新西兰英式橄榄球队限量版（新西兰、澳大利亚，纪念球队闯入世界杯）
Rip Curl限量版（澳大利亚，2004年Rip Curl世界职业冲浪比赛）
经典FC限量版（日本、中国，纪念FC发售20周年）
经典NES限量版（美国，纪念NES发售20周年）
部落刺青限量版（欧洲，刺青艺术家Mister Cartoon设计）
“Who are you?”限量版（美国）
“咸蛋超人”特别版（捷运食品有限公司2005年以换领方法推出，只限亚洲地区）
女孩版（西班牙）
小神游马力欧限量版（中国，纪念《超级马里奥兄弟》发售20周年）
小神游中国龙限量版（中国，随机附赠《超级马力欧》和《瓦力欧大陆》）
小神游密特罗德限量版（中国）
小神游丙戌狗限量版（中国）